# Rádio Cidade (Curitiba)
Rádio Cidade é uma emissora de rádio brasileira sediada em Curitiba, capital do estado do Paraná. Opera no dial AM, na frequência 670 kHz e em caráter experimental no FM na banda estendida na frequência 85.3 MHz, sendo pertencente ao Grupo JMalucelli.

## História
A história da emissora remete a 1947, quando é fundada a Rádio Sociedade Guairacá Ltda., iniciativa de um grupo de empresários liderada pelo governador Moisés Lupion. Conhecida como "a voz nativa da terra dos pinheirais", a Rádio Guairacá foi a quarta emissora de rádio fundada no Paraná, lançada na frequência AM 560 kHz e sua passagem marcou por sua programação artística e jornalística regionalizada. O grande investimento em estrutura e conteúdo regional fez com que a emissora tivesse grande sucesso e bastante prestígio. Entre seu elenco próprio, locutores, apresentadores, noticiaristas, técnicos de som, produtores, equipe de esportes, atores e atrizes, cantores, humoristas e uma orquestra regida pelo maestro Bento Mossurunga.
Com o advento da televisão no Brasil, as rádios tradicionais perderam força e no Paraná a Rádio Guairacá também foi afetada. No final da década de 1960, a emissora entra em crise, perde elenco e anunciantes e acaba por ser fechada. Em 1968, o empresário e político Paulo Cruz Pimentel adquire a emissora e  a reinaugura como Rádio Iguaçu em 1972, sob nova frequência — 670 kHz. A emissora passa a fazer parte de um grupo de comunicação que tinha entre elas a TV Iguaçu, afiliada à Rede Globo. A nova programação da Rádio Iguaçu tinha como objetivo atingir um público mais jovem e investiu em inovações nos programas jornalísticos, além das vinhetas e chamadas eletrizantes. Em pouco tempo, a emissora atingiu o primeiro lugar em audiência, resgatando um vínculo de popularidade da extinta Rádio Guairacá.
Apesar do sucesso da emissora, a Rádio Iguaçu (bem como a TV Iguaçu) sofreu as pressões exercidas por autoridades ligadas ao governo militar do então presidente da República na época, general Ernesto Geisel. As pressões resultaram na não renovação da outorga da emissora, por meio do Decreto n.º 79925, de 24 de maio de 1977. Neste dia, agentes do governo foram até a sede da emissora, em Curitiba, e lacraram seus transmissores às 10h55min. Antes do ocorrido, a Rádio Iguaçu transmitiu músicas proibidas pela censura ditatorial, enquanto seus locutores choravam ao narrar o fim da emissora. A comoção repercutiu entre ouvintes e imprensa de Curitiba, sem noticiar de fato os reais motivos do fechamento.
A emissora é reaberta em 1979, quando o empresário Miguel Nasser adquire a concessão e os equipamentos da emissora, transformando na Rádio Cidade e nomeando Euclides Cardoso como novo diretor. Tendo como slogan "Em ritmo de cidade grande", a rádio se populariza a partir de 1980, quando Jair de Brito entra na direção da emissora. Posteriormente, a emissora é vendida para o empresário Joel Malucelli e incorporada ao Grupo JMalucelli.
Em 2002, é confirmada a afiliação da emissora com a Rádio Globo. O contrato com o Sistema Globo de Rádio foi assinado em junho e o objetivo da afiliação era disputar a liderança de audiência em Curitiba, como já acontecia no Rio de Janeiro e São Paulo. Inicialmente prevista pra começar em agosto, a Rádio Globo Curitiba foi inaugurada em 25 de setembro de 2002. Seu lançamento oficial foi realizado em 1.º de outubro de 2002 e contou com investimentos de 3 mil reais na compra de novos equipamentos e transmissores. Após 14 anos de operação, a emissora foi extinta em 13 de dezembro de 2016, e sua frequência foi posteriormente ocupada pela sua coirmã CBN Curitiba.
Ao longo do tempo em que houve a transmissão da CBN Curitiba, a grade de programação passou a ser modificada e, em diversos horários, a programação AM passou a ser diferente da programação transmitida em FM — uma vez que a CBN é all news, a 670 kHz tinha programas populares e transmissão de música. A dupla programação permaneceu até o mês de fevereiro de 2019, quando é anunciado o retorno da Rádio Cidade. A emissora entrou no ar em 13 de fevereiro de 2019 e sua programação oficial dois dias depois. Em 17 de maio de 2024, a emissora iniciou as transmissões em caráter experimental no FM estendido na frequência 85.3 MHz.

## Equipe Esportiva
Narradores
- Sergio Fagundes
- Gustavo Santos
- Alceu de Castro
- Gabriel Carriconde

Comentaristas
- José Domingos Teixeira
- Gilberto Cesar

Repórteres
- Julio Cesar Ruthes
- Luiz Carlos Sabadim
- Eros Saldanha